# Camp Pendleton South, Kalifornien
Camp Pendleton South är en census-designated place (CDP) som utgör den södra delen av marinkårsbasen MCB Camp Pendleton i San Diego County, i delstaten Kalifornien, USA. Enligt United States Census Bureau har orten en folkmängd på 10 616 invånare (2010) och en landarea på 10,1 km².